# The Night of Flutes
The Night of Flutes – debiutancki jazzowy album polskiego flecisty Ryszarda Borowskiego i towarzyszących mu muzyków. Nagrania zarejestrowane zostały w 1996 podczas występu w  Jazz Club "Akwarium" w Warszawie. Płyta CD wydana została w 1996 przez wytwórnię Polonia Records. 
Ostatni utwór na krążku to "Chega de Saudade" - kompozycja Antônia Carlosa Jobima uważana za pierwszą bossa novę; do współudziału w wykonaniu Borowski zaprosił pięciu znakomitych muzyków, kolejno improwizujących na flecie swoje solówki.

## Muzycy
- Ryszard Borowski – flet
- Krzysztof Herdzin – fortepian
- Wojciech Pulcyn – kontrabas
- Grzegorz Grzyb – perkusja
- Zbigniew Namysłowski – flet (8)
- Mariusz Mielczarek – flet (8)
- Michał Kulenty – flet (8)
- Aleksander Korecki – flet (8)
- Janusz Żukowski –- flet (8)

## Lista utworów
| 1. | "Septymowy blues"                         | 9:14    |
|    |                                           |         |
| 2. | "Strzępek"                                | 7:21    |
|    |                                           |         |
| 3. | "Prząśniczka"                             | 8:00    |
|    |                                           |         |
| 4. | "Last Train"                              | 7:33    |
|    |                                           |         |
| 5. | "Jo Ci powiadała"                         | 8:33    |
|    |                                           |         |
| 6. | "A Child Is Born"                         | 7:12    |
|    |                                           |         |
| 7. | "Blues z kwartami"                        | 10:22   |
|    |                                           |         |
| 8. | "Chega de Saudade" (Antônio Carlos Jobim) | 14:50   |
|    |                                           |         |
|    |                                           | 1:13:05 |
|    |                                           |         |